# Colegual

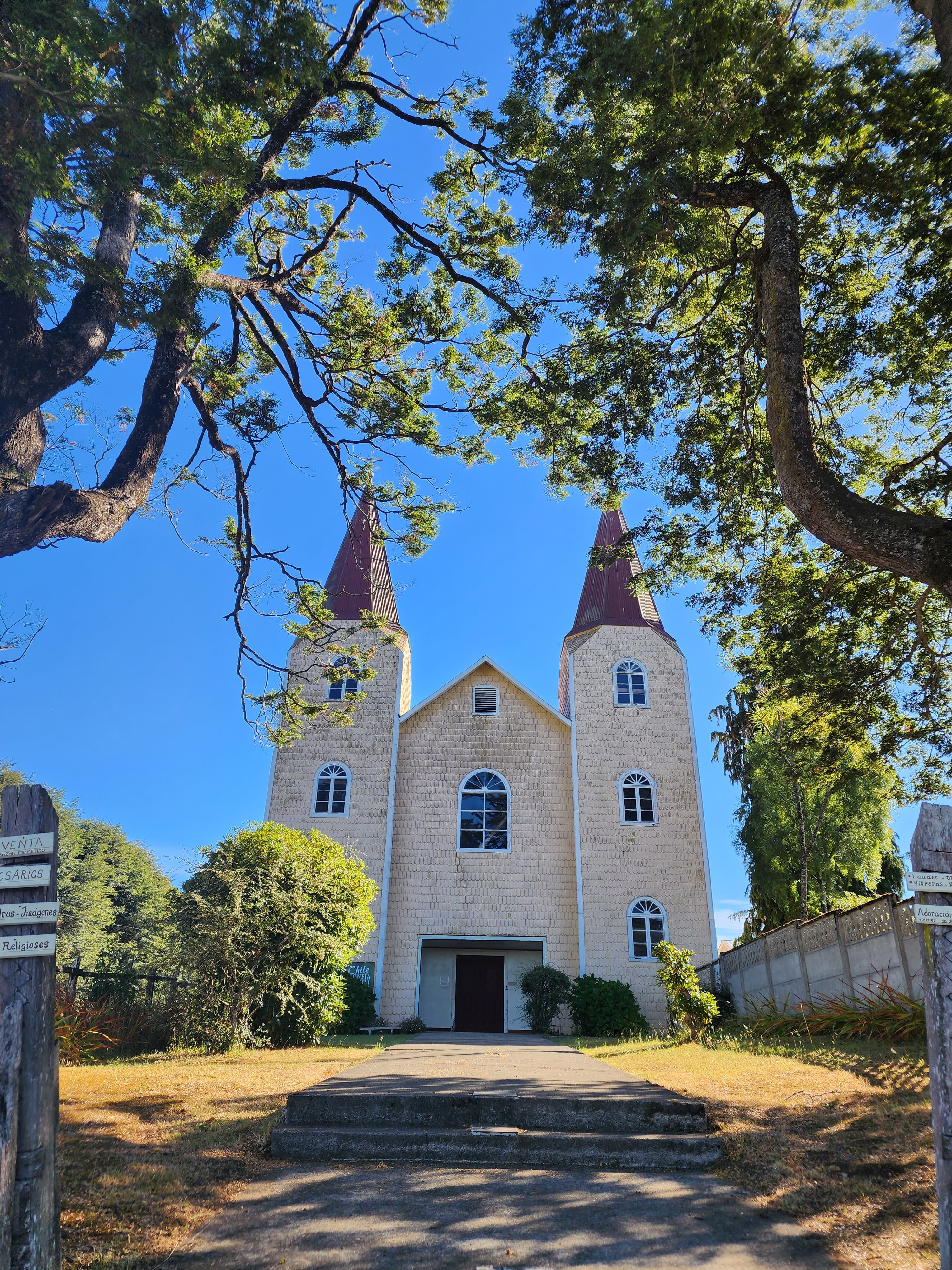
Exterior Capilla San José de Colegual.

Colegual es un poblado de la comuna de Los Lagos, ubicada al noreste de su capital comunal.
Aquí se encuentra la escuela Colegual N°32 y la capilla San José de Colegual.

## Hidrología
Colegual se encuentra cerca del Estero Pilpeo.

## Accesibilidad y transporte
Colegual se encuentra a 29,3 km de la ciudad de Los Lagos a través de la Ruta T-55.

## Historia
Sin poder precisar la fecha exacta, pero a partir del año 1910 aproximadamente, comienzan a agruparse con sus viviendas algunos vecinos del sector llamado Colegual, primero algunos comerciantes y luego trabajadores que llegaban a trabajar al campo. Se forma un caserío…  El primer almacén lo registró Antonio Felmer, que proporcionaba los pertrechos básicos para la casa y el trabajo agrícola.  Al poco tiempo el negocio creció y llegó un socio, Carlos Segundo Bittner Schaeffer; quien en el año 1922 se hace cargo del negocio.
El año 1932, a raíz de una crisis económica nacional, obliga a entregar la mercadería a crédito a los vecinos y el negocio decae… El año 1935 le venden el almacén a Alfonso Mödinger, quien para potenciar la actividad comercial, instala una central telefónica y servicio de correo, mejorando considerablemente el aislamiento de esa localidad.  En esa época Albino Ojeda era el encargado de transportar la correspondencia de Puerto Varas una vez a la semana, para lo cual usaba su caballo.
En la década de 1920 se instaló un Retén de Carabineros en el sector, con el objetivo principal de resguardar el orden y tranquilidad de los habitantes; el cual funcionó hasta mediados de los 70, época en que fusionó con el retén de Loncotoro.
En 1914 se levanta la Iglesia Católica de Colegual.  Una de las construcciones emblemáticas de Colegual es su Iglesia Católica, en estilo neogótico que fue construida por los vecinos el año 1914.  El paso de los años dejó su huella y afines de los 90 se debió reconstruir, agregándole las dos torres originales.  Hoy desde muchos kilómetros antes de llegar al lugar, se distinguen las torres sobre el lomaje suave de los cerros.